# Lost River (Idaho)
Lost River es una ciudad ubicada en el condado de Custer en el estado estadounidense de Idaho. En el Censo de 2010 tenía una población de 68 habitantes y una densidad poblacional de 3,02 personas por km².

## Geografía
Lost River se encuentra ubicada en las coordenadas 48°18′43″N 116°31′2″O / 48.31194, -116.51722. Según la Oficina del Censo de los Estados Unidos, Lost River tiene una superficie total de 22.54 km², de la cual 22.52 km² corresponden a tierra firme y (0.08%) 0.02 km² es agua.

## Demografía
Según el censo de 2010, había 68 personas residiendo en Lost River. La densidad de población era de 3,02 hab./km². De los 68 habitantes, Lost River estaba compuesto por el 95.59% blancos, el 2.94% eran afroamericanos, el 0% eran amerindios, el 0% eran asiáticos, el 0% eran isleños del Pacífico, el 0% eran de otras razas y el 1.47% pertenecían a dos o más razas. Del total de la población el 11.76% eran hispanos o latinos de cualquier raza.